# Луиз Глик
Луѝз Елѝзабет Глик (на английски: Louise Elisabeth Glück, [luːˈiːz əˈlɪzəbəθ ɡlɪk]) е американска поетеса и есеистка.

## Биография
Родена е на 22 април 1943 година в Ню Йорк в еврейско семейство на производител на инструменти. Учи в Колумбийския университет, но не се дипломира. От края на 60-те години започва да публикува свои стихове, като през 90-те години получава широка известност, преподава поезия в различни университети.
Луиз Глик получава Нобелова награда за литература през 2020 година.
Умира от рак в дома се в Кеймбридж (Масачузетс) на 13 октомври 2023 на 80-годишна възраст.

## Отличия и награди

### Отличия за цялостна дейност
- Стипендия на Рокфелеровата фондация (1967)[7]
- Стипендия на Националния фонд за изкуства (на английски: National Endowment for the Arts) (1970)[8]
- Гугенхаймова стипендия за творчески изкуства (1975)[9]
- Стипендия на Националния фонд за изкуства (1979)[8]
- Награда за литература на Американската академия за изкуства и литература (на английски: American Academy of Arts and Letters) (1981)[10]
- Гугенхаймова стипендия за творчески изкуства (1987)[9]
- Стипендия на Националния фонд за изкуства (1988)[8]
- Почетен доктор на Колежа „Уилямс“ (1993)[11]
- Член на Американската академия за изкуства и наука (на английски: American Academy of Arts and Sciences) (1993)[12]
- Поет на щата Върмонт (1994–1998)[13]
- Почетен доктор на Колежа „Скидмор“ (1995)[14]
- Почетен доктор на Колежа „Мидълбъри“ (1996)[15]
- Член на Американската академия за изкуства и литература (1996)[16]
- Литературна награда „Ланан“ (1999)[17]
- Медал по случай 50-годишнината на Училището по хуманитаристика, изкуства и социални науки на Масачузетския технологичен институт (2001)[18]
- Награда „Болинджън“ (2001)[19]
- Поет лауреат на САЩ (2003–2004)[20]
- Награда „Уолъс Стивънс“ на Академията на американските поети (2008)[21]
- Награда „Айкен Тейлър“ за модерна американска поезия (2010)[22]
- Член на Американската академия за постижения (на английски: American Academy of Achievement) (2012)[23]
- Член на Американското философско общество (2014)[24]
- Златен медал за поезия на Американската академия за изкуства и литература (2015)[25]
- National Humanities Medal (2015)[26]
- Награда „Транстрьомер“ (2020)[27]
- Нобелова награда за литература (2020)
- Почетен доктор на Колежа „Дартмут“ (2021)[28]

### Отличия за отделни творби
- Награда „Мелвил Кейн“ за The Triumph of Achilles (1985)[29]
- Награда на Националното общество на литературните критици (на английски: National Book Critics Circle Award) за The Triumph of Achilles (1985)[30]
- Национална награда за поезия „Ребека Джонсън Бобит“ за Ararat (1992)[31]
- Награда „Уилям Карлос Уилямс“ за The Wild Iris (1993)
- Награда „Пулицър“ за The Wild Iris (1993)[32]
- PEN/Martha Albrand Award for First Nonfiction за Proofs & Theories: Essays on Poetry (1995)[33]
- Ambassador Book Award of the English-Speaking Union за Vita Nova (2000)[34]
- Ambassador Book Award of the English-Speaking Union за Averno (2007)[35]
- L.L. Winship/PEN New England Award за Averno (2007)[36]
- Литературна награда на вестник „Лос Анджелис Таймс“ за Poems 1962–2012 (2012)[37]
- Национална награда на САЩ за литература (на английски: National Book Award) за Faithful and Virtuous Night (2014)[38]

## За нея
- Feit Diehl, Joanne, editor, On Louise Glück: Change What You See, Ann Arbor: University of Michigan Press, 2005, ISBN 978-0-472-03062-0
- Morris, Daniel, The Poetry of Louise Glück: A Thematic Introduction, Columbia: University of Missouri Press, 2006, ISBN 978-0-8262-6556-2